# 노숙 (동오)
노숙(魯淑, 217년 또는 218년 ~ 274년)은 중국 삼국시대 오나라의 군인이다. 노숙(魯肅)의 유복자이다.

## 생애
노숙(魯肅)의 유복자이다.
유수독(濡須督) 장승(張承)에게서 자신의 뒤를 이을 후계자로 주목을 받았다.
손휴(孫休) 대에는 무창의 독이 되었으며, 손호(孫皓) 대에는 하구의 독이 되었다. 임지에서는 항상 엄정한 통치를 실시했다.
274년에 죽어서 그 아들 노목(魯睦)이 뒤를 이었다.

## 가계
- 아버지 : 노숙
  - 아들 : 노목(魯睦)